# Olio di nocciole

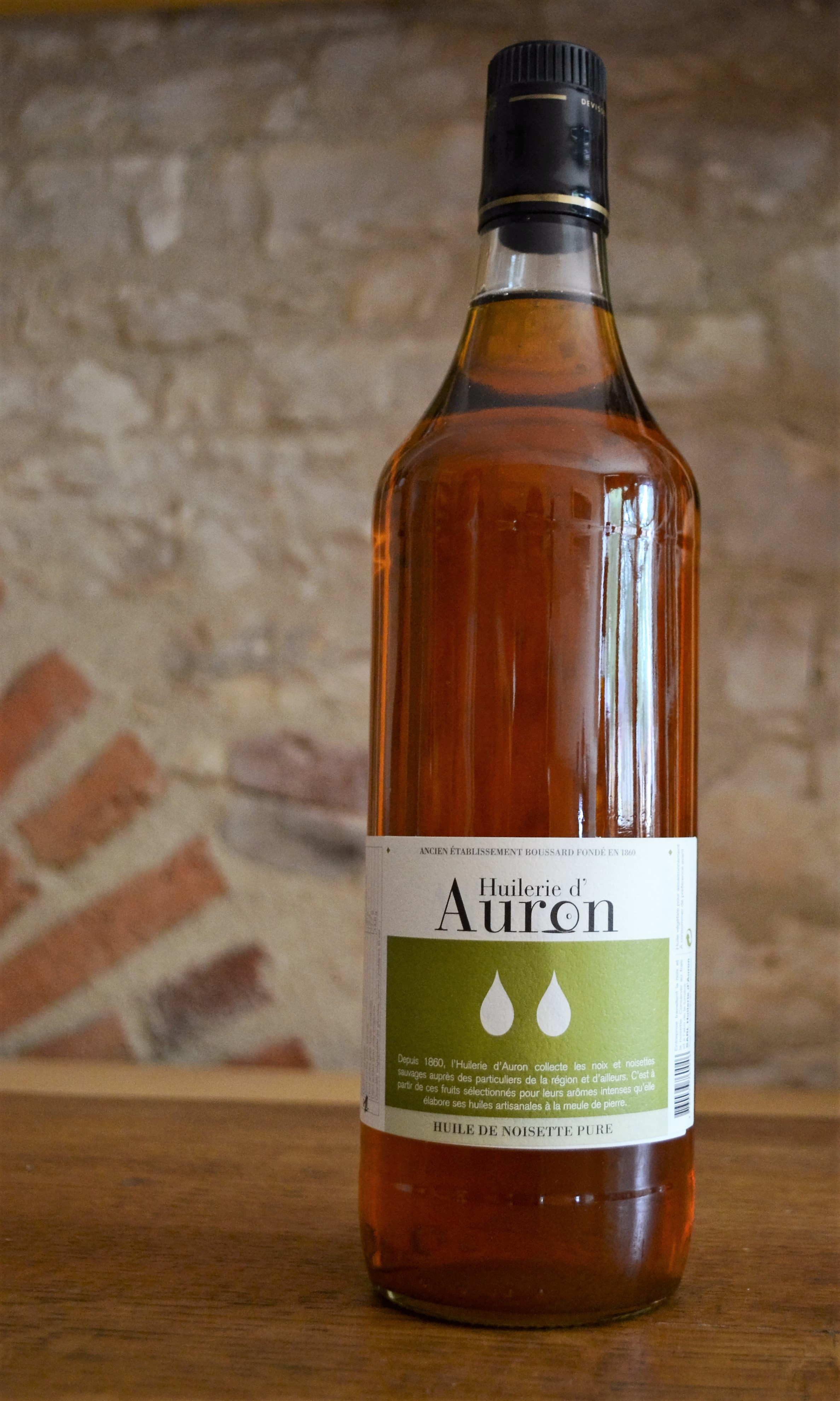
Una bottiglia di olio di nocciole

L'olio di nocciole è un olio prodotto dai semi del nocciolo, Corylus avellana, e di sue diverse varietà o ibridi.
Il suo frutto, la nocciola, è un frutto a guscio, achenio, che contiene un seme, gheriglio, ricco di lipidi (58-63%). il gheriglio rappresenta in massa un 30-40% del frutto.
L'olio di nocciole spremuto a freddo ha un rilevante e gradevole profilo aromatico.
L'olio ha una distribuzione percentuale di acidi grassi molto simile a quello dell'olio di oliva ed è stato ampiamente utilizzato per adulterarlo introducendo rischi di allergie e rendendo ardua l'individuazione della frode.
All'olio di nocciole è stato attribuito nome INCI:CORYLUS AVELLANA SEED OIL, numero CAS: 84012-21-5 e numero EINECS:281-667-7 . 

## Preparazione
Dopo la raccolta il frutto viene essiccato e decorticato. Vista l'alta concentrazione di lipidi nel gheriglio, la spremitura a freddo (estrazione meccanica ad una temperatura inferiore ai 45 °C) ha una buona resa e consende di mantenere intatte le proprietà organolettiche e chimiche del prodotto, che potrebbero essere danneggiate dal calore o all'estrazione con solvente..

## Caratteristiche chimico fisiche
Le caratteristiche chimico fisiche degli oli vegetali possono variare in funzione del processo di estrazione e raffinazione.
A temperatura ambiente è liquido e si presenta come una sostanza oleosa di colore giallo ambra più o meno tenue.
I valori standard dell'olio di semi di nocciole non raffinato sono:
| Caratteristiche chimico fisiche dell'olio di semi di nocciole non raffinato | Caratteristiche chimico fisiche dell'olio di semi di nocciole non raffinato |
| --------------------------------------------------------------------------- | --------------------------------------------------------------------------- |
| Densità relativa (g/mL)                                                     | 0,898-0,915                                                                 |
| indice di rifrazione a 20 °C                                                | 1,467-1,470                                                                 |
| numero di saponificazione (mg KOH/g olio)                                   | 188 – 198                                                                   |
| numero di iodio                                                             | 81 - 95                                                                     |
| materia insaponificabile (g/kg)                                             | ≤15                                                                         |

## Composizione
In tutti gli oli vegetali la composizione può variare in funzione della cultivar, delle condizioni ambientali, della raccolta e della lavorazione. 
L'olio di nocciole è composto prevalentemente da trigliceridi con la seguente distribuzione tipica di acidi grassi, come proposto nel Codex Alimentarius.
| Composizione tipica dell'olio di semi di nocciole | Composizione tipica dell'olio di semi di nocciole | Composizione tipica dell'olio di semi di nocciole |
| ------------------------------------------------- | ------------------------------------------------- | ------------------------------------------------- |
| acido grasso                                      | Notazione Delta                                   | Concentrazione/(min-max)%                         |
| acido miristico                                   | 14:0                                              | ND-0,1                                            |
| acido palmitico                                   | 16:0                                              | 4,2–8,9                                           |
| acido palmitoleico                                | 16:1Δ9c                                           | ND-0,5                                            |
| acido margarico                                   | 17:0                                              | ND-0,1                                            |
| acido eptadecenoico                               | 17:1Δ10c                                          | ND-0,1                                            |
| acido stearico                                    | 18:0                                              | 0,8–3,2                                           |
| acido oleico                                      | 18:1Δ9c                                           | 74,2–86,7                                         |
| acido linoleico                                   | 18:2Δ9c,12c                                       | 5,2–18,7                                          |
| acido α-linolenico                                | 18:3Δ9c,12c,15c                                   | ND–0,6                                            |
| acido arachico                                    | 20:0                                              | ND–0,3                                            |
| acido gadoleico                                   | 20:1Δ11c                                          | ND–0,3                                            |
| acido eicosadienoico                              | 20:2Δ11c,14c                                      | ND                                                |
| acido beenico                                     | 22:0                                              | ND–0,2                                            |
| acido erucico                                     | 22:1Δ13c                                          | ND-0,1                                            |
| acido lignocerico                                 | 24:0                                              | ND                                                |
| acido nervonico                                   | 24:1                                              | ND–0,3                                            |
| Legenda: ND, Non Determinato o ≤0,05%             |                                                   |                                                   |

L'alta concentrazione di acidi grassi monoinsaturi lo rende suscettibile all'auto-ossidazione, che può essere ritardata dai tocoli naturalmente presenti o da antiossidanti addizionati.
| Concentrazione tocoli rilevata su oli non raffinati | Concentrazione tocoli rilevata su oli non raffinati |
| Sostanza                                            | mg/kg                                               |
| --------------------------------------------------- | --------------------------------------------------- |
| Tocoli totali                                       | 200 - 600                                           |
| Alfa-tocoferolo                                     | 100-420                                             |
| Beta-tocoferolo                                     | 6 - 12                                              |
| Gamma-tocoferolo                                    | 18 - 194                                            |
| Delta-tocoferolo                                    | ND - 10                                             |
| Alfa-tocotrienolo                                   | ND                                                  |
| Gamma-tocotrienolo                                  | 142                                                 |
| Delta-tocotrienolo                                  | ND                                                  |
| Legenda: ND= Non Determinato                        |                                                     |

La concentrazione totale di steroli rilevata su oli non raffinati è 1200-1800 mg/kg.
| Distribuzione percentuale degli steroli rilevata su oli non raffinati | Distribuzione percentuale degli steroli rilevata su oli non raffinati |
| Sostanza                                                              | % sul totale degli steroli                                            |
| --------------------------------------------------------------------- | --------------------------------------------------------------------- |
| Colesterolo                                                           | ND - 1,1                                                              |
| Brassicasterolo                                                       | ND                                                                    |
| Campesterolo                                                          | 3 - 6,2                                                               |
| Stigmasterolo                                                         | ND - 2                                                                |
| Β-sitosterolo                                                         | 74,95 – 96,0                                                          |
| Delta-5-avenasterolo                                                  | 1 – 5,1                                                               |
| Delta-7-stigmastenolo                                                 | ND – 4,3                                                              |
| Delta-7-avenasterolo                                                  | ND – 1,6                                                              |
| altri steroli                                                         | ND                                                                    |
| Legenda: ND= Non Determinato                                          |                                                                       |

Altri componenti minori dell'olio di nocciole rilevati in alcuni studi sono: squalene, 146-279 mg/kg, fenoli con aldeidi, soprattutto esanale, terpeni e alcoli che gli conferiscono una caratteristica nota aromatica.

## Utilizzo
L'olio di nocciole viene usato di solito crudo per condire insalate o altri cibi, eventualmente emulsionandolo con succo di limone per ricavare una vinaigrette. Rientra tra gli alimenti ammessi dalla paleodieta, ed è anche usato sulla pelle come unguento.